# Info-Matin
Pour les articles homonymes, voir Info-Matin (homonymie).
Info-Matin est un quotidien malien créé à Bamako en 1997.
Il est édité par la société Agence Mali médias. Sa devise est l'info des sans-voix. Le directeur de la publication est Sambi Touré.